# Poventsa

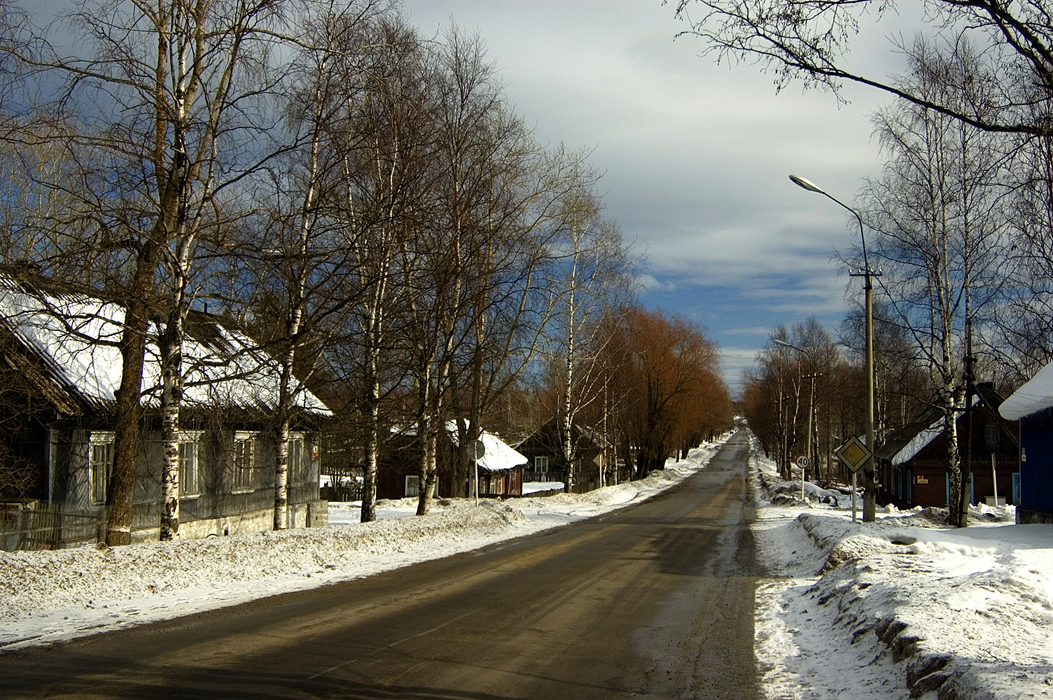
Rua de Poventsa.

Povenets (em russo:  Повене́ц; em carélio:  Povenča; em finlandês:  Poventsa) é uma localidade urbana (um assentamento de tipo urbano) no distrito de Medvezhyegorsky, República da Carélia, na Rússia, localizado à margem do lago Onega, 231 km ao norte de Petrozavodsk, a capital da república. No Censo de 2010, sua população era de 2.209.